# رود فريمان
رود فريمان (5 نوفمبر 1950 في الولايات المتحدة - ) (بالإنجليزية: Rod Freeman)‏ هو لاعب كرة سلة أمريكي في مركز هجوم قوي الجسم. لعب مع فيلادلفيا سفنتي سيكسرز.

## وصلات خارجية
- رود فريمان على موقع إن بي أي (الإنجليزية)
- رود فريمان على موقع سبورتس رفرنس (الإنجليزية)
- رود فريمان على موقع كلية كرة السلة في سبورتس رفرنس.كوم (الإنجليزية)
- رود فريمان على موقع ريلجم (الإنجليزية)
- رود فريمان على موقع بروبوليرز (الإنجليزية)